# サッカーアイスランド代表
サッカーアイスランド代表（サッカーアイスランドだいひょう、アイスランド語:Íslenska karlalandsliðið í knattspyrnu）は、アイスランドサッカー協会（KSI）によって構成される、アイスランドのサッカーのナショナルチームである。ホームスタジアムは、首都・レイキャヴィークにあるラウガルタルスヴェルル。

## 歴史
2014 FIFAワールドカップ・ヨーロッパ予選ではグループ2位となりプレーオフに進出したが、クロアチアに敗れて本大会初出場を逃した。しかしUEFA EURO 2016・予選では、オランダに対しホーム・アウェー共に勝利するなどし、本大会初出場を決めた。
本大会ではグループリーグ初戦のポルトガル戦で引き分けて、初の得点および初の勝ち点を記録した。3戦目のオーストリア戦で初勝利を記録し、グループ2位でベスト16へと進出した。ラウンドオブ16ではイングランドに開始早々PKで失点するも見事逆転し2-1で勝利。準々決勝へ進出したがフランスに前半に4失点、後半に1失点するも2点を返して2-5で敗れた。尚このUEFA EURO 2016を機に、フランス・イラン・日本などでも「バイキングクラップ」と呼ばれる応援方法を真似する現象が起きた。これは、太鼓などに合わせて手を叩いた後に「ウ－！」と叫ぶのを一定回数繰り返すものである。
2018 FIFAワールドカップ・ヨーロッパ予選ではグループIを首位通過し、初の本大会出場を決めた。アイスランドの総人口は33万人であり、FIFAワールドカップ史上最も人口の少ない本大会出場国となった。本大会ではグループDに入り、初戦のアルゼンチン戦では1-1と引き分けたものの、2戦目のナイジェリア戦では0-2、3戦目のクロアチア戦では1-2で敗れ、2敗1分のままグループリーグ敗退となった。近年の顕著な成績からUEFAネーションズリーグ2018-19ではリーグAに位置付けられ、スイスおよびベルギーと対戦したが、4試合で勝ち点0となり「1得点13失点」という結果に終わり、リーグBに降格した。

## 成績

### FIFAワールドカップ
| 開催国 / 年 | 成績               | 試       | 勝       | 分       | 負       | 得       | 失       |
| ----------- | ------------------ | -------- | -------- | -------- | -------- | -------- | -------- |
| 1930        | 不参加             | 不参加   | 不参加   | 不参加   | 不参加   | 不参加   | 不参加   |
| 1934        | 不参加             | 不参加   | 不参加   | 不参加   | 不参加   | 不参加   | 不参加   |
| 1938        | 不参加             | 不参加   | 不参加   | 不参加   | 不参加   | 不参加   | 不参加   |
| 1950        | 不参加             | 不参加   | 不参加   | 不参加   | 不参加   | 不参加   | 不参加   |
| 1954        | 不参加             | 不参加   | 不参加   | 不参加   | 不参加   | 不参加   | 不参加   |
| 1958        | 予選敗退           | 予選敗退 | 予選敗退 | 予選敗退 | 予選敗退 | 予選敗退 | 予選敗退 |
| 1962        | 不参加             | 不参加   | 不参加   | 不参加   | 不参加   | 不参加   | 不参加   |
| 1966        | 不参加             | 不参加   | 不参加   | 不参加   | 不参加   | 不参加   | 不参加   |
| 1970        | 不参加             | 不参加   | 不参加   | 不参加   | 不参加   | 不参加   | 不参加   |
| 1974        | 予選敗退           | 予選敗退 | 予選敗退 | 予選敗退 | 予選敗退 | 予選敗退 | 予選敗退 |
| 1978        | 予選敗退           | 予選敗退 | 予選敗退 | 予選敗退 | 予選敗退 | 予選敗退 | 予選敗退 |
| 1982        | 予選敗退           | 予選敗退 | 予選敗退 | 予選敗退 | 予選敗退 | 予選敗退 | 予選敗退 |
| 1986        | 予選敗退           | 予選敗退 | 予選敗退 | 予選敗退 | 予選敗退 | 予選敗退 | 予選敗退 |
| 1990        | 予選敗退           | 予選敗退 | 予選敗退 | 予選敗退 | 予選敗退 | 予選敗退 | 予選敗退 |
| 1994        | 予選敗退           | 予選敗退 | 予選敗退 | 予選敗退 | 予選敗退 | 予選敗退 | 予選敗退 |
| 1998        | 予選敗退           | 予選敗退 | 予選敗退 | 予選敗退 | 予選敗退 | 予選敗退 | 予選敗退 |
| 2002        | 予選敗退           | 予選敗退 | 予選敗退 | 予選敗退 | 予選敗退 | 予選敗退 | 予選敗退 |
| 2006        | 予選敗退           | 予選敗退 | 予選敗退 | 予選敗退 | 予選敗退 | 予選敗退 | 予選敗退 |
| 2010        | 予選敗退           | 予選敗退 | 予選敗退 | 予選敗退 | 予選敗退 | 予選敗退 | 予選敗退 |
| 2014        | 予選敗退           | 予選敗退 | 予選敗退 | 予選敗退 | 予選敗退 | 予選敗退 | 予選敗退 |
| 2018        | グループリーグ敗退 | 3        | 0        | 1        | 2        | 2        | 5        |
| 2022        | 予選敗退           | 予選敗退 | 予選敗退 | 予選敗退 | 予選敗退 | 予選敗退 | 予選敗退 |
| 合計        | 出場1回            | 3        | 0        | 1        | 2        | 2        | 5        |

### UEFA欧州選手権
- 1960 - 不参加
- 1964 - 予選敗退
- 1968 - 不参加
- 1972 - 不参加
- 1976 - 予選敗退
- 1980 - 予選敗退
- 1984 - 予選敗退
- 1988 - 予選敗退

- 1992 - 予選敗退
- 1996 - 予選敗退
- 2000 - 予選敗退
- 2004 - 予選敗退
- 2008 - 予選敗退
- 2012 - 予選敗退
- 2016 - ベスト8
- 2020 - 予選敗退
- 2024 - 予選敗退

## 歴代監督
- グズニ・キャルタンソン 1980-1981
- ヨーハネス・アトラソン 1982-1983
- トニー・ナップ 1984-1985
- ジークフリート・ヘルト 1986-1989
- グズニ・キャルタンソン 1989
- ボー・ヨハンソン 1990-1991
- アースゲイル・エリーアソン 1991-1995
- ロギ・オーラフソン 1996-1997
- グジョーン・ソールザルソン 1997-1999
- アトリ・エズヴァルドソン 2000-2003
- アスゲイル・シグルヴィンソン &  ロギ・オーラフソン 2003-2005
- エイヨールフル・スヴェリソン 2006-2007
- オーラフル・ヨーハネソン 2007-2011
- ラーシュ・ラーゲルベック 2011-2013
- ラーシュ・ラーゲルベック &  ヘイミル・ハルグリームソン 2013-2016
- ヘイミル・ハルグリームソン 2016-2018
- エリク・ハムレン 2018-2020
- アルナル・ヴィザルソン 2020-2023
- オーゲ・ハレイデ 2023-

出典

## 歴代選手

### 主要大会のメンバー
| - FIFAワールドカップ - 2018 FIFAワールドカップ参加チーム | - UEFA欧州選手権 - UEFA EURO 2016参加チーム |

### 主な代表選手
| GK - ハンネス・ソール・ハルドーソン - ルナル・アレックス・ルナルソン | DF - グズニ・ベルグソン - ヘルマン・フレイザルソン - グレタル・ステインソン - カリ・アルナソン - ビルキル・マール・サエバルソン - ラグナル・シグルズソン - アリ・フレイル・スクーラソン | MF - アスゲイル・シグルヴィンソン - エミル・ハルフレドソン - テオドル・ビャルナソン - ビルキル・ビャルナソン - アーロン・グンナルソン - ギルフィ・シグルズソン - ヨーハン・ベルク・グズムンドソン | FW - ヘイザル・ヘルグソン - エイドゥル・グジョンセン - アルフレズ・フィンボガソン - コルベイン・シグソールソン - ヨン・ベズヴァルソン |

## 歴代記録

### 出場数ランキング

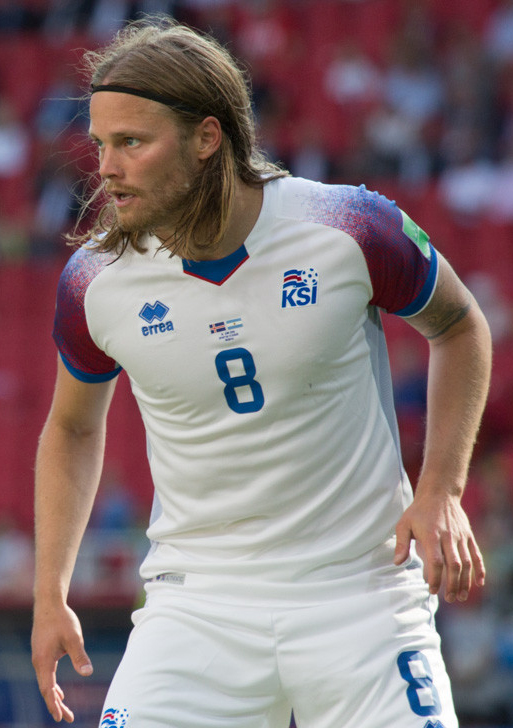
最多出場者のビルキル・ビャルナソン

2023年11月19日時点
| 位 | 名前                             | 試合数 | 得点数 | 期間      |
| -- | -------------------------------- | ------ | ------ | --------- |
| 1  | ビルキル・ビャルナソン           | 113    | 15     | 2010-     |
| 2  | ルーナル・クリスティンソン       | 104    | 3      | 1987-2004 |
| 3  | ビルキル・マール・サエバルソン   | 103    | 3      | 2007-2021 |
| 3  | アーロン・グンナルソン           | 103    | 5      | 2008-     |
| 5  | ラグナル・シグルズソン           | 97     | 5      | 2007-2020 |
| 6  | カリ・アルナソン                 | 90     | 6      | 2005-2021 |
| 6  | ヨーハン・ベルク・グズムンドソン | 90     | 8      | 2008-     |
| 8  | ヘルマン・フレイザルソン         | 89     | 5      | 1996-2011 |
| 9  | エイドゥル・グジョンセン         | 88     | 26     | 1996-2016 |
| 10 | アリ・フレイル・スクーラソン     | 83     | 0      | 2009-2021 |

### 得点数ランキング

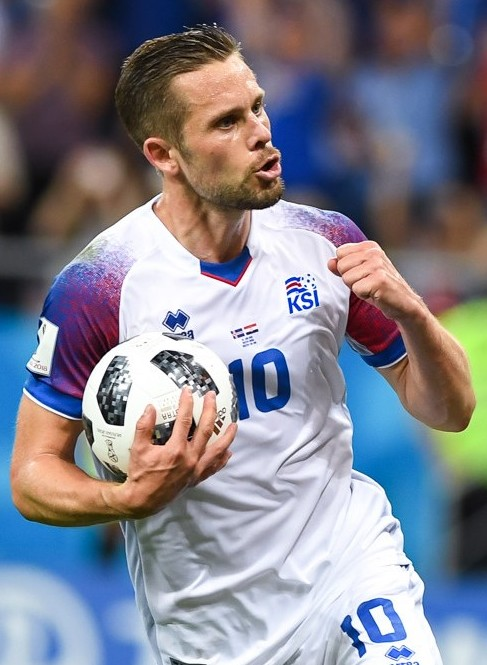
最多得点者のギルフィ・シグルズソン

2023年11月19日時点
| 位 | 名前                         | 得点数 | 試合数 | 期間      |
| -- | ---------------------------- | ------ | ------ | --------- |
| 1  | ギルフィ・シグルズソン       | 27     | 80     | 2010-     |
| 2  | エイドゥル・グジョンセン     | 26     | 88     | 1996-2016 |
| 2  | コルベイン・シグソールソン   | 26     | 64     | 2010-2021 |
| 4  | アルフレズ・フィンボガソン   | 18     | 73     | 2010-     |
| 5  | リークハルズゥル・ヨーンソン | 17     | 33     | 1947-1965 |
| 6  | ビルキル・ビャルナソン       | 15     | 113    | 2010-     |
| 7  | アルノール・グジョンセン     | 14     | 73     | 1979-1997 |
| 7  | リークハルズゥル・ダザソン   | 14     | 44     | 1991-2004 |
| 9  | ソールズゥル・グジョーンソン | 13     | 58     | 1993-2004 |
| 10 | トリグヴィ・グズムンドソン   | 12     | 42     | 1997-2008 |
| 10 | ヘイザル・ヘルグソン         | 12     | 55     | 1999-2011 |